# Бултеи
Бултѐи (на италиански: Bultei; на сардински: Urtei, Уртеи) е село и община в Южна Италия, провинция Сасари, автономен регион и остров Сардиния. Разположено е на 509 m надморска височина. Населението на общината е 1057 души (към 2010 г.).